# IAAF Diamond League 2010 - Lancio del giavellotto femminile
Durante la prima edizione della Diamond League si sono disputate, come in tutte le altre specialità, 7 prove del lancio del giavellotto femminile, in altrettanti meeting elencati sotto.
La classifica generale con successiva vincita di 80.000$ (valore del diamante) ha visto al primo posto la lanciatrice ceca Barbora Špotáková che ha vinto tre delle sette prove. La russa Marija Abakumova, vincitrice della prima gara in programma per questa edizione, ha stabilito la miglior misura in una gara della Diamond League 2010 con 68,89 m, a meno di due metri dal suo primato personale.
Ottima la prova dimostrata da Martina Ratej a Doha dove con 67,16 m è riuscita a migliorare se stessa e a stabilire il nuovo primato di Slovenia; non compare nella classifica finale perché non si è presentata all'ultima prova che ha avuto luogo a Zurigo.

## Qatar Athletic Super Grand Prix 2010

### Risultati

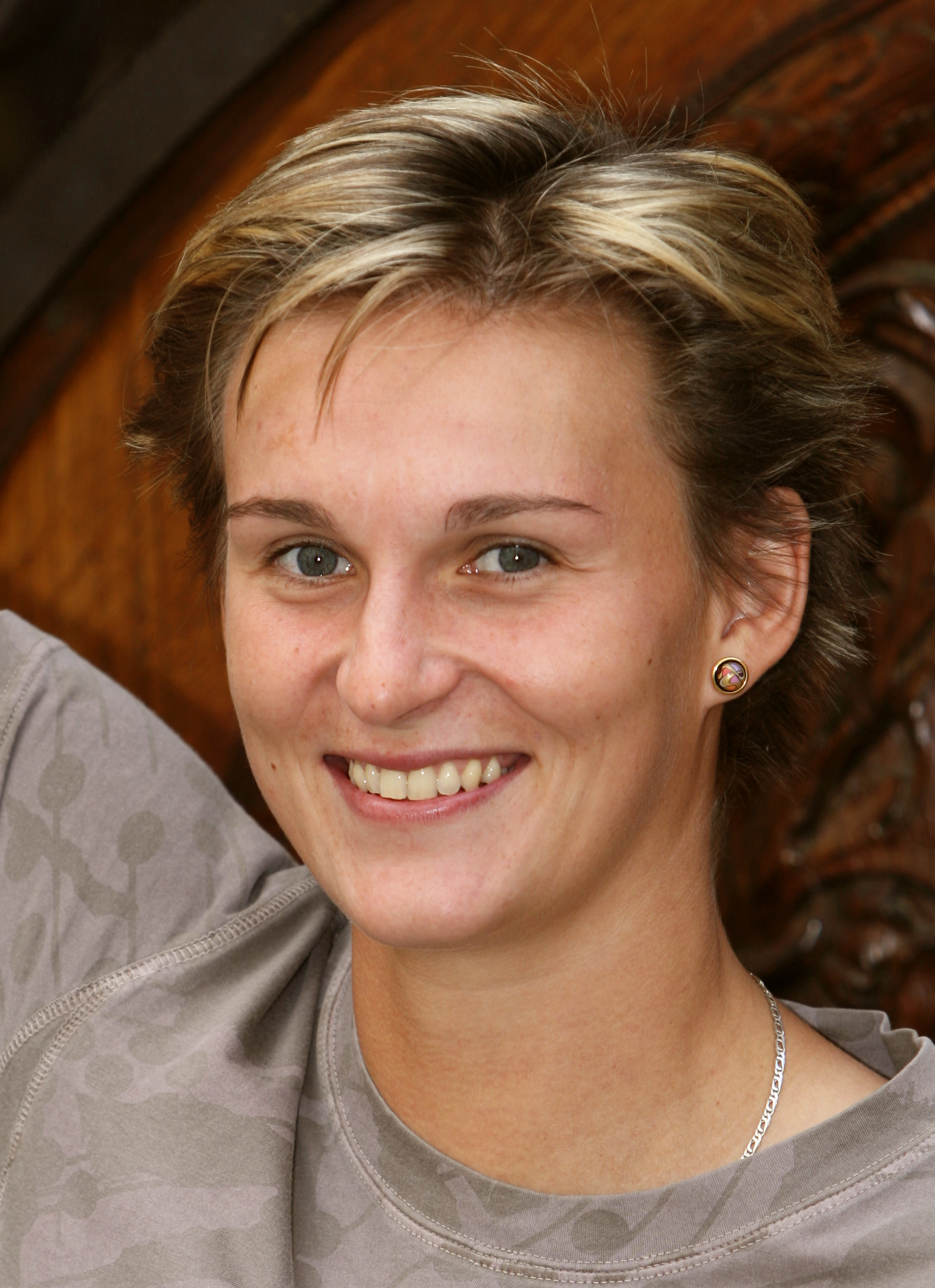
Barbora Špotáková nella foto, ha vinto il diamante per la specialità del lancio del giavellotto

| Posizione | Nome                   | Nazionalità | Misura  | Note                                    | Punti | Pos. |
| --------- | ---------------------- | ----------- | ------- | --------------------------------------- | ----- | ---- |
|           | Mariya Abakumova       | Russia      | 68.89 m | Miglior prestazione mondiale stagionale | 4     | 1    |
| 2         | Barbora Špotáková      | Rep. Ceca   | 67.33 m |                                         | 2     | 2    |
| 3         | Martina Ratej          | Slovenia    | 67.16 m | Record nazionale                        | 1     | 3    |
| 4         | Christina Obergföll    | Germania    | 64.38 m |                                         |       |      |
| 5         | Zahra Bani             | Italia      | 57.29 m |                                         |       |      |
| 6         | Ásdís Hjálmsdóttir     | Islanda     | 54.74 m |                                         |       |      |
| 7         | Maria Nicoleta Negoita | Romania     | 54.21 m |                                         |       |      |
| 8         | Elisabeth Pauer        | Austria     | 52.97 m |                                         |       |      |

## Golden Gala 2010

### Risultati
| Posizione | Nome                    | Nazionalità | Misura  | Note                                     | Punti | Pos. |
| --------- | ----------------------- | ----------- | ------- | ---------------------------------------- | ----- | ---- |
|           | Barbora Špotáková       | Rep. Ceca   | 68.66 m |                                          | 6     | 1    |
| 2         | Sunette Viljoen         | Sudafrica   | 63.04 m |                                          | 2     | 3    |
| 3         | Vira Rebryk             | Ucraina     | 62.44 m | Miglior prestazione personale stagionale | 1     | 4    |
| 4         | Christina Obergföll     | Germania    | 62.36 m |                                          |       |      |
| 5         | Linda Stahl             | Germania    | 62.02 m |                                          |       |      |
| 6         | Martina Ratej           | Slovenia    | 62.01 m |                                          | 1     | 4    |
| 7         | Goldie Katherine Sayers | Regno Unito | 61.23 m |                                          |       |      |
| 8         | Jarmila Klimesova       | Rep. Ceca   | 59.48 m |                                          |       |      |
| 9         | Zahra Bani              | Italia      | 57.14 m |                                          |       |      |

## Prefontaine Classic 2010

### Risultati
| Posizione | Nome              | Nazionalità | Misura  | Note | Punti | Pos. |
| --------- | ----------------- | ----------- | ------- | ---- | ----- | ---- |
|           | Kara Patterson    | Stati Uniti | 65.90 m |      | 4     | 2    |
| 2         | Martina Ratej     | Slovenia    | 64.40 m |      | 3     | 4    |
| 3         | Barbora Špotáková | Rep. Ceca   | 61.12 m |      | 7     | 1    |
| 4         | Rachel Yurkovich  | Stati Uniti | 58.42 m |      |       |      |
| 5         | Madara Palameika  | Lettonia    | 53.37 m |      |       |      |
| 6         | Alicia Deshasier  | Stati Uniti | 50.77 m |      |       |      |

## Aviva British Grand Prix 2010

### Risultati
| Posizione | Nome               | Nazionalità | Misura  | Note                                     | Punti | Pos. |
| --------- | ------------------ | ----------- | ------- | ---------------------------------------- | ----- | ---- |
|           | Sunette Viljoen    | Sudafrica   | 64.32 m |                                          | 6     | 2    |
| 2         | Kara Patterson     | Stati Uniti | 63.11 m |                                          | 6     | 2    |
| 3         | Barbora Špotáková  | Rep. Ceca   | 62.02 m |                                          | 8     | 1    |
| 4         | Ásdís Hjálmsdóttir | Islanda     | 60.72 m | Miglior prestazione personale stagionale |       |      |
| 5         | Jarmila Klimesova  | Rep. Ceca   | 56.21 m |                                          |       |      |
| 6         | Laura Whittingham  | Regno Unito | 51.90 m |                                          |       |      |
| 7         | Jessica Ennis      | Regno Unito | 46.15 m |                                          |       |      |
| 8         | Tatjana Jelaca     | Serbia      | DNS     |                                          |       |      |

## Herculis 2010

### Risultati
| Posizione | Nome               | Nazionalità | Misura  | Note | Punti | Pos. |
| --------- | ------------------ | ----------- | ------- | ---- | ----- | ---- |
|           | Barbora Špotáková  | Rep. Ceca   | 65.76 m |      | 12    | 1    |
| 2         | Kara Patterson     | Stati Uniti | 64.21 m |      | 8     | 2    |
| 3         | Sunette Viljoen    | Sudafrica   | 59.93 m |      | 7     | 3    |
| 4         | Madara Palameika   | Lettonia    | 59.64 m |      |       |      |
| 5         | Ásdís Hjálmsdóttir | Islanda     | 59.55 m |      |       |      |
| 6         | Mareike Rittweg    | Germania    | 57.18 m |      |       |      |
| 7         | Rachel Yurkovich   | Stati Uniti | 55.95 m |      |       |      |
| 8         | Elisabeth Pauer    | Austria     | 55.33 m |      |       |      |

## Aviva London Grand Prix 2010

### Risultati
| Posizione | Nome                | Nazionalità | Misura  | Note | Punti | Pos. |
| --------- | ------------------- | ----------- | ------- | ---- | ----- | ---- |
|           | Barbora Špotáková   | Rep. Ceca   | 63.50 m |      | 16    | 1    |
| 2         | Kara Patterson      | Stati Uniti | 63.41 m |      | 10    | 2    |
| 3         | Linda Stahl         | Germania    | 59.60 m |      | 1     | 6    |
| 4         | Christina Obergföll | Germania    | 58.45 m |      |       |      |
| 5         | Madara Palameika    | Lettonia    | 58.31 m |      |       |      |
| 6         | Ásdís Hjálmsdóttir  | Islanda     | 54.92 m |      |       |      |
| 7         | Laura Whittingham   | Regno Unito | 53.94 m |      |       |      |
| 8         | Rachel Yurkovich    | Stati Uniti | 51.69 m |      |       |      |
| 9         | Martina Ratej       | Slovenia    | DNS     |      | 3     | 5    |

## Weltklasse Zürich 2010

### Risultati
| Posizione | Nome                | Nazionalità | Misura  | Note | Punti | Pos. |
| --------- | ------------------- | ----------- | ------- | ---- | ----- | ---- |
|           | Christina Obergföll | Germania    | 67.31 m |      | 8     | 3    |
| 2         | Barbora Špotáková   | Rep. Ceca   | 65.34 m |      | 20    | 1    |
| 3         | Linda Stahl         | Germania    | 63.30 m |      | 3     | 6    |
| 4         | Mariya Abakumova    | Russia      | 62.51 m |      | 4     | 5    |
| 5         | Katharina Molitor   | Germania    | 62.21 m |      |       |      |
| 6         | Madara Palameika    | Lettonia    | 61.75 m |      |       |      |
| 7         | Sunette Viljoen     | Sudafrica   | 59.95 m |      | 7     | 4    |
| 8         | Vira Rebryk         | Ucraina     | 59.78 m |      | 1     | 7    |
| 9         | Kara Patterson      | Stati Uniti | 59.50 m |      | 10    | 2    |

## Classifica generale
| Pos. | Nome                | Nazionalità | DOH | ROM | EUG | GAT | MON | LON | ZUR | Punti | Miglior Misura |
| ---- | ------------------- | ----------- | --- | --- | --- | --- | --- | --- | --- | ----- | -------------- |
|      | Barbora Špotáková   | Rep. Ceca   | 2   |     | 1   | 1   |     |     | 4   | 20    | 68.66 m        |
| 2    | Kara Patterson      | Stati Uniti | A   | A   |     | 2   | 2   | 2   | 0   | 10    | 65.90 m        |
| 3    | Christina Obergföll | Germania    | 0   | 0   | A   | A   | A   | 0   |     | 8     | 67.31 m        |
| 4    | Sunette Viljoen     | Sudafrica   | A   | 2   | A   |     | 1   | A   | 0   | 7     | 64.32 m        |
| 5    | Mariya Abakumova    | Russia      |     | A   | A   | A   | A   | A   | 0   | 4     | 68.89 m        |
| 6    | Linda Stahl         | Germania    | A   | 0   | A   | A   | A   | 1   | 2   | 3     | 63.30 m        |
| 7    | Vira Rebryk         | Ucraina     | A   | 1   | A   | A   | A   | A   | 0   | 1     | 62.44 m        |

A = Assente

* I numeri 1, 2 e 4 indicano i punti guadagnati dall'atleta nella singola prova.